# Мармора
Мармора (итал. Marmora) — коммуна в Италии, располагается в регионе Пьемонт, в провинции Кунео.
Население составляет 89 человек (2008 г.), плотность населения составляет 2 чел./км². Занимает площадь 41 км². Почтовый индекс — 12020. Телефонный код — 0171.
Покровителем коммуны почитается святой Максим Туринский, празднование 25 июня.

## Демография
Динамика населения:

## Администрация коммуны
- Официальный сайт: